# Panzerkeil

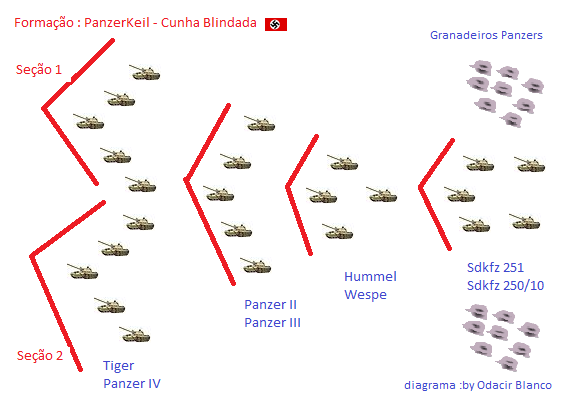
Formation eines Panzerkeils (1940er-Jahre)

Der Panzerkeil wurde im Zweiten Weltkrieg in der Panzerschlacht von Kursk zum ersten Mal eingesetzt. Es handelt sich um eine Panzerformation, bei der schwere Panzer (damals z. B. vom Typ Panzer VI Tiger) die Spitze eines Keils bilden, mittelschwere (damals z. B. vom Typ Panzer V Panther) die Flanken und schwächere (damals z. B. vom Typ Panzer III oder IV) geschützt in der Mitte positioniert sind. Die schweren Panzer an der Spitze sollten das Feuer auf sich ziehen, während die gegnerischen Geschützbedienungen aufgrund der Tiefe der Formation ständig ihre Panzerabwehrkanonen (Pak) neu ausrichten mussten. Der Panzerkeil sollte wie eine Speerspitze wirken und war vor allem zum Einsatz gegen dichte Pak-Riegel gedacht.